# Chris Fedak
Chris Fedak (1975. augusztus 20. –) amerikai forgatókönyvíró, a Chuck egyik vezető producere, illetve számos epizódot írtak közösen Josh Schwartz-cal. A Chuck Fedak első tévés alkotása.
Schwartz azt mondja, hogy a Chuck ötlete eredetileg Fedaktól származik:
|  | „"Egy Chris Fedak nevű srác, akivel együtt jártam egyetekre, elmondta nekem egy kezdeti koncepcióját. Megláttam benne egy igazán vicces sorozat lehetőségét, pedig ő ezt alapvetően thrillernek találta ki. Elölről-hátulról végigbeszéltük a dolgot és végül kialakult. És végül alkottunk valamit, ami a kettőnk ötleteinek összeolvadásából jött létre-- egész vicces együttműködés volt".” |
|  | |